# Blank flickblomfluga
Blank flickblomfluga (Melangyna umbellatarum) är en tvåvingeart som först beskrevs av Fabricius 1794.  Blank flickblomfluga ingår i släktet flickblomflugor, och familjen blomflugor. Arten är reproducerande i Sverige. Inga underarter finns listade i Catalogue of Life.

## Bildgalleri

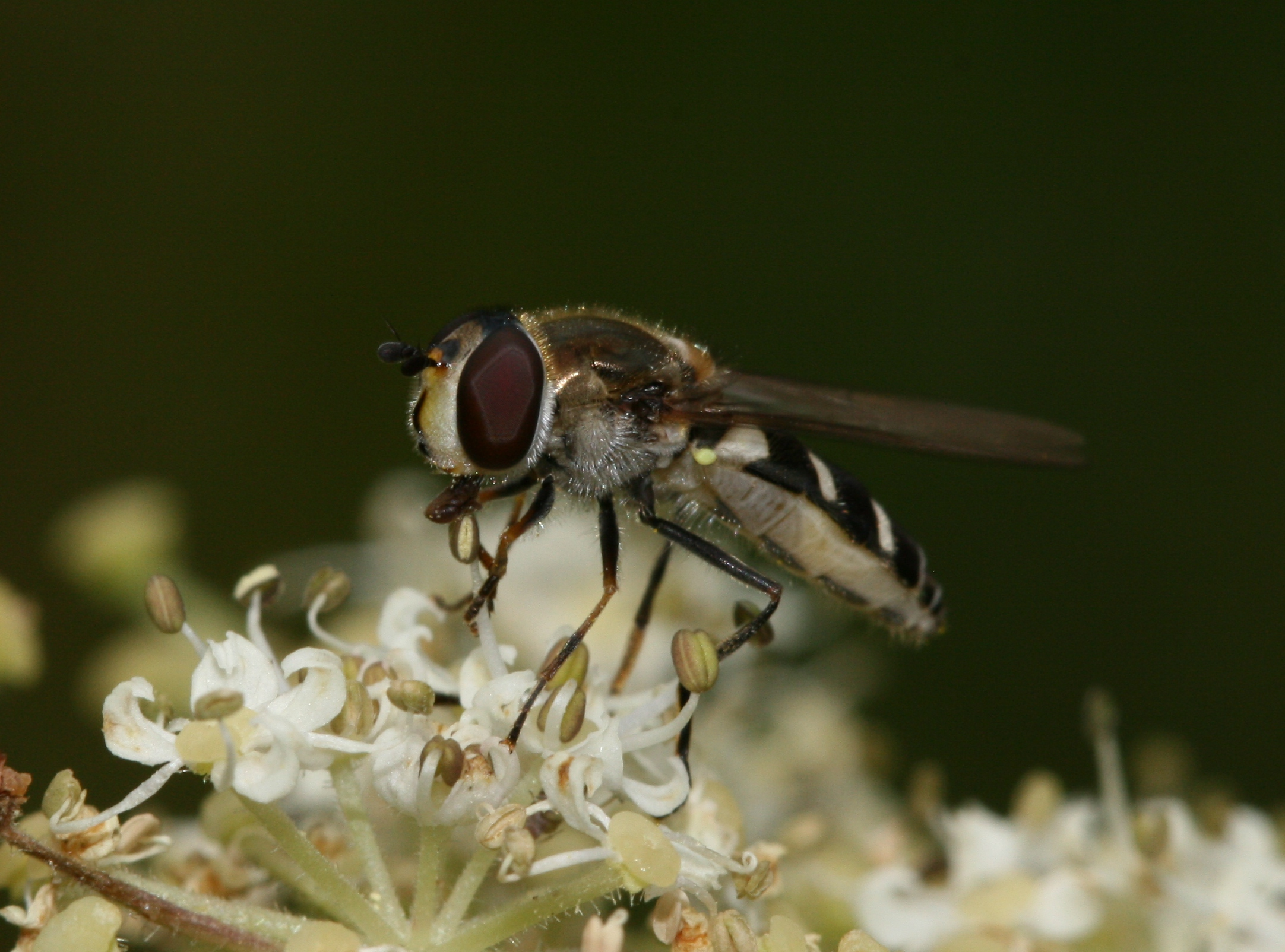